# Ösjön (Hajoms socken, Västergötland)
Ösjön är en sjö i Marks kommun i Västergötland och ingår i Viskans huvudavrinningsområde. Sjön är 12 meter djup, har en yta på 0,304 kvadratkilometer och befinner sig 76,1 meter över havet. Sjön avvattnas av vattendraget Hedån.

## Delavrinningsområde
Ösjön ingår i det delavrinningsområde (637892-129986) som SMHI kallar för Ovan 637448-129904. Medelhöjden är 83 meter över havet och ytan är 26,37 kvadratkilometer. Det finns inga avrinningsområden uppströms utan avrinningsområdet är högsta punkten. Hedån som avvattnar avrinningsområdet har biflödesordning 3, vilket innebär att vattnet flödar genom totalt 3 vattendrag innan det når havet efter 42 kilometer. Avrinningsområdet består mestadels av skog (70 %) och jordbruk (20 %). Avrinningsområdet har 0,63 kvadratkilometer vattenytor vilket ger det en sjöprocent på 2,4 %.